# Giorgio Casoli
Giorgio Casoli (Fabro, 12 settembre 1928 – Perugia, 7 ottobre 2019) è stato un politico e magistrato italiano, sindaco di Perugia dal 1980 al 1987.

## Biografia
Socialista, magistrato di cassazione e Presidente della corte d'Assise a Milano, massone dichiarato (apparteneva alla loggia "Ver sacrum" di Perugia ed è stato Gran maestro onorario del Grande Oriente d'Italia), è stato sindaco di Perugia dal 1980 al 1987 e senatore per due legislature, dal 1987 al 1994. Ha ricoperto anche l'incarico di Sottosegretario di Stato per le poste e le telecomunicazioni nel Governo Amato I.
Muore nell'ottobre 2019 all'età di 91 anni.